# Hausnummer Null
Hausnummer Null ist ein mehrfach ausgezeichneter Dokumentarfilm aus dem Jahr 2024 von Lilith Kugler.

## Handlung
Der Dokumentarfilm begleitet den obdachlosen und heroinabhängigen Chris. Er lebt gemeinsam mit seinem Bekannten Alex an einer S-Bahn-Station in Berlin. Der Film zeigt seine Krisen, den Kontakt mit seiner Mutter an Weihnachten, sowie seinen Versuch, mithilfe von Nachbarn und ehrenamtlich engagierten Menschen, wieder eine Wohnung zu erlangen und mit seiner Heroinabhängigkeit umzugehen. Chris kann sich stabilisieren, nicht zuletzt deshalb, weil er in eine Wohnung (Betreutes Wohnen) einziehen und unter ärztlicher Aufsicht kontrolliert Heroin konsumieren kann.

## Hintergrund
Die Filmemacherin begleitete Chris von 2020 bis 2023. Die Idee zu diesem Film kam ihr, weil sie Chris auf ihrem täglichen Weg zur S-Bahn regelmäßig begegnet ist. Mit der Titel „Hausnummer Null“ soll ausgedrückt werden, dass Chris – wie auch im Film dargestellt – mit seinem Lebensort in gewisser Weise doch zur Nachbarschaft gehört und von der Nachbarschaft Unterstützung erfährt. Der Film hatte im Rahmen des Filmfestival Max Ophüls 2024 seine Premiere.
Der Filmverleih ist Jörg van Bebber von Drop Out Cinema.

## Rezeption
Der Film ist bis Oktober 2026 in der ZDF-Mediathek abrufbar.
„In einer Mischung aus intimen Nahaufnahmen und respektvoller Distanz verleiht das unaufgeregte Porträt der Obdachlosigkeit ein Gesicht, hat aber auch für die Ohnmacht von Angehörigen und Bekannten ein Ohr.“ Christian Horn, Filmdienst

## Auszeichnungen
- Filmfestival Max Ophüls Preis (Nominierung Wettbewerb Dokumentarfilm)
- Achtung Berlin Filmfestival (Preis der Ökumenischen Jury)
- Filmkunstfest Mecklenburg-Vorpommern (Bester Dokumentarfilm, Beste Bildgestaltung)[4]
- Dok.fest München (Gewinner Megaherz Student Award)[5]
- First Steps Award (NoFear Award)[6]
- Filmz Mainz (Publikumspreis Dokumentarfilm)[7]
- Deutscher Menschenrechts-Filmpreis 2024 in der Kategorie „Hochschule“[8]